# Чэнцюй (Янцюань)
Чэнцю́й (кит. упр. 城区, пиньинь Chéng qū, буквально: «городской район») — район городского подчинения городского округа Янцюань провинции Шаньси (КНР).

## История
Исторически эти земли входили в состав уезда Пиндин. В начале XX века была построена Чжэнтайская железная дорога, и здесь появилась железнодорожная станция Янцюань. Во время гражданской войны станция Янцюань в 1947 году перешла под контроль коммунистов, и на прилегающей территории был создан город Янцюань.
В 1949 году провинция Шаньси была разделена на семь специальных районов, и город Янцюань был расформирован, а эти земли вошли как Индустриально-горнодобывающий район Янцюань (阳泉工矿区) в состав Специального района Юйцы (榆次专区).
В 1951 году Индустриально-горнодобывающий район Янцюань был преобразован в город Янцюань провинциального подчинения. В 1952 году эти места вошли в состав Района №1 (第一区) города Янцюань. В 1956 году Район №1 был переименован в район Чжаньшан (站上区). В 1957 году район Чжаньшан был объединён с районом Иньин (荫营区) в Пригородный район (郊区).
В 1958 году Специальный район Юйцы был переименован в Специальный район Цзиньчжун (晋中专区), при этом город Янцюань был понижен в статусе и переведён под его юрисдикцию. В 1961 году Янцюань вновь стал городом провинциального подчинения. В 1963 году был воссоздан район Чжаньшан. В 1969 году район Чжаньшан был переименован в Городской район.
В 1970 году Специальный район Цзиньчжун был переименован в Округ Цзиньчжун (晋中地区), при этом Янцюань был понижен в статусе и стал городом окружного подчинения. В 1972 году Янцюань опять стал городом провинциального подчинения.
В 1983 году постановлением Госсовета КНР город Янцюань, а также уезды Пиндин и Юйсянь округа Цзиньчжун были объединены в городской округ Янцюань.

## Административное деление
Район делится на 6 уличных комитетов.